# Josiah Bartlett
Josiah Bartlett (Amesbury, 2 de desembre de 1729 - Kingston, 19 de maig de 1795) va ser un metge i estadista estatunidenc, delegat de Nou Hampshire al Congrés Continental i signant de la Declaració d'Independència. Més tard va ser Governador de Nou Hampshire i President del Tribunal Superior de la Judicatura de Nou Hampshire.

## Vida privada
Josiah Bartlett va néixer a Amesbury, a la província de la Badia de Massachusetts, cinquè fill de Stephen i Hannah-Mary (Webster) Bartlett. El seu pare Stephen era fill de Richard i Hannah (Emery) Bartlett. Als 17 anys, havia après llatí i grec. També va començar a estudiar medicina, treballant al mateix temps a l'oficina del doctor Ordway d'Amesbury. Abans que Bartlett complís els 21, el 1750, es va traslladar a Kingston, Nou Hampshire, al comtat de Rockingham, i va començar a exercir.
Kingston en aquella època era un assentament fronterer de només uns pocs centenars de famílies, i Bartlett era l'únic metge en aquella part del comtat de l'època. Va comprar terres i una granja.
El 15 de gener de 1754, es va casar amb Mary Bartlett de Newton, Nou Hampshire. Era la seva cosina, filla del seu oncle, Joseph. Van estar casats fins a la seva mort el 14 de juliol de 1789. Josiah i Mary van tenir tres fills i set filles: Mary (1754), Lois (1756), Miriam (1758), Rhoda (1760), Hannah (que va morir com a nadó el 1762), Levi (1763), Josiah (1768), Ezra (1770), Sarah (1773) i Hannah (1776, també morta com a nadó). Els seus tres fills i set dels seus nets van ser també metges.

## Carrera política
Bartlett es va imlicar en els assumptes polítics de Kingston i el 1765 va ser escollit per a l'assemblea colonial. El 1767 es va convertir en el coronel de la milícia del seu comtat i el governador John Wentworth el va nomenar jutge de pau. A mesura que s'apropava la Revolució, les seves polítiques de Whig el van enfrontar al governador reial, John Wentworth. Encara que no es coneix la seva lògia, el seu besnet, Levi S. Bartlett, conservava una carta escrita per Josiah al seu fill Ezra, en la qual deia "vaig assistir ahir a una reunió dels maçons, i desitjaria que tan aviat com puguis t'unissis als maçons. L'any 1774, Bartlett es va unir al Comitè de Correspondència de l'Assemblea i va començar a treballar amb els líders revolucionaris de les altres 12 colònies. A finals d'aquell mateix any, quan Wentworth va dissoldre o prorrogar l'Assemblea, Josiah va ser escollit per a la seva revolucionària (i il·legal) successora, l'Assemblea Provincial. També va sofrir la pèrdua de la seva llar per un incendi, presumptament provocat pels Tories de l'oposició. Va traslladar la seva família a la granja i va començar la reconstrucció immediatament. Quan l'assemblea va nomenar Bartlett i John Pickering com a delegats del Congrés Continental, va declinar perquè volia ajudar a la seva família, però va romandre actiu en els assumptes de Nou Hampshire. En un dels últims actes del governador Wentworth abans de ser expulsat de Nou Hampshire el 1775, va revocar les comissions de Bartlett com a membre de la Cort de Justícia, coronel de la Milícia i assembleari.

## Congrés Continental
Bartlett va ser escollit novament com a delegat el 1775, i va assistir a aquesta sessió, així com a les reunions el 1776. De fet, durant un temps a finals de 1775 i principis de 1776, va ser l'únic delegat de Nou Hampshire que hi va assistir. Gran part del treball del Congrés es va dur a terme en els comitès, els més importants dels quals tenien un delegat de cada estat. Això va significar que Bartlett va servir en tots ells, inclosos els de Seguretat, Secretisme, Municions, Marina i Govern Civil.
Eventualment, després de les seves contínues cartes a casa de l'Assemblea i el Comitè de Seguretat a Nou Hampshire, William Whipple i Matthew Thornton es van unir a la delegació a Filadèlfia. Quan la qüestió de declarar la independència de la Gran Bretanya va ser presentada oficialment el 1776, com a representant de la colònia més septentrional, Bartlett va ser la primera en ser consultada i va respondre afirmativament. Finalment es va convertir en un dels delegats que va signar la Declaració d'independència.
El 1777, va declinar el retorn al congrés, al·legant fatiga a causa d'esforços anteriors. Però quan els problemes van amenaçar, va usar les seves habilitats mèdiques i va acompanyar les forces de John Stark a la batalla de Bennington a l'agost.
Va ser reelegit al Congrés el 1778 i va servir a la comissió que redactà els Articles de la Confederació. Però, després d'aprovar els articles, va tornar a Nou Hampshire per atendre negocis personals. Aquest va ser l'últim del seu servei federal. Mentre estava al Congrés de 1776, la seva esposa Maria havia gestionat la granja, vist la finalització de la reconstrucció de casa seva, cuidat a nou fills, i donat a llum a la seva filla Hannah.

## Carrera posterior
Tot i que va romandre a l'estat després de 1778, el 1779 va tornar a la carrera judicial servint al Tribunal d'Afers Civils. Després, el 1782, va ser nomenat per al Tribunal Suprem de Nou Hampshire malgrat no ser advocat.
El 1788, Bartlett va ser nomenat cap de justícia de la cort suprema estatal. Aquell mateix any va ser delegat de la convenció de Nou Hampshire per a l'adopció de la Constitució i la va presidir durant un temps. Va defensar la ratificació, que finalment va tenir lloc el 21 de juny de 1788. La legislatura del nou Estat de Nou Hampshire el va escollir senador dels Estats Units, però va renunciar al càrrec.

## Com a governador
El 1790 Bartlett va obtenir el reconeixement legal de la Societat Mèdica de Nou Hampshire. També va ser escollit cap executiu de Nou Hampshire. Va servir en 1791 i 1792 com a president. Llavors, quan la nova Constitució de l'Estat va entrar en vigor el 1792, va continuar, ara com a governador. Va dimitir el 1794 després de quatre anys a causa de la disminució de la salut; va morir l'any que ve.
Durant el seu mandat, va supervisar la implantació d'una nova constitució estatal, la compilació de les lleis i els estatuts vigents i la disposició per al pagament anticipat del deute de l'Estat. Va promoure activament l'agricultura i la manufactura, la millora de les carreteres i va començar els projectes per a construir canals.